# Кызылдала
Кызылдала (каз. Қызылдала) — село в Казыгуртском районе Туркестанской области Казахстана. Входит в состав Рабатского сельского округа. Код КАТО — 514049700.

## Население
В 1999 году население села составляло 863 человека (437 мужчин и 426 женщин). По данным переписи 2009 года, в селе проживало 909 человек (446 мужчин и 463 женщины).